# 卡什特杜 (托里-迪蒙科尔武)
卡什特杜是葡萄牙布拉干萨区的一个堂区。总面积17.79平方公里，总人口275人，人口密度15.5人/平方公里。